# Храпунов, Игорь Николаевич
Игорь Николаевич Храпунов (род. 2 февраля 1954, Ялта, Крымская область) — советский, украинский и российский историк и археолог, доктор исторических наук, профессор кафедры истории древнего мира и средних веков Крымского федерального университета и Университета Марии Складовской-Кюри, Люблин, Польша. Один из самых известных крымских археологов.

## Биография
Игорь Николаевич Храпунов родился 2 февраля 1954 года в Ялте, в 1961 по 1971 обучался там же в 9 школе, после окончания которой поступил на исторический факультет тогда ещё Симферопольского педагогического института им. М. В. Фрунзе, учился вначале заочно, затем перешёл на дневное отделение. По окончании университета в 1976 году работал в археологических экспедициях, с 1981 года преподаёт на кафедре истории древнего мира и средних веков — ассистент. В 1987 году защитил кандидатскую диссертацию по теме «Поздние скифы на Днепре и в Крыму» (научный руководитель профессор Д. Б. Шелов), с 1989 года доцент кафедры истории древнего мира и средних веков Симферопольского государственного университета им. М. В. Фрунзе, в 2002 году защитил докторскую диссертацию по теме «Этническая история Крыма в раннем железном веке» (научный консультант профессор В. Ю. Мурзин). Лауреат премии Автономной Республики Крым в области образования за 2004 год, в 2005 году присвоено ученое звание профессора; профессор Университета Марии Кюри-Складовской в Люблине. Под его руководством защищено две диссертации на соискание ученой степени кандидата исторических наук, выступает членом редакционных коллегий научных специализированных изданий «Материалы по истории, археологии и этнографии Таврии», «Боспорские исследования», «Херсонесский сборник», «Крым в сарматскую эпоху»
Несколько десятков найденных его экспедицией на сармато-аланском могильнике Нейзац в Белогорском районе предметов входят в известную коллекцию скифского золота. Под его руководством исследованы такие известные крымские памятники как кизил-кобинское поселение Шпиль, Булганакское позднескифское городище, позднескифское поселение в Барабановской балке, позднескифский могильник Кольчугино, могильник римского времени Дружное. В последние годы Игорь Николаевич продолжает исследования на могильнике Опушки.